# Al Martino
Al Martino, geboren als Alfred Cini, (Philadelphia, 7 oktober 1927 - Springfield (Pennsylvania), 13 oktober 2009) was een Italiaans-Amerikaans zanger en acteur.

## Leven
Tijdens de Tweede Wereldoorlog deed hij dienst bij het United States Marine Corps. Daarna werd Martino zanger. Zijn single Here in My Heart stond op 14 november 1952 op de eerste plaats in de allereerste aflevering van de officiële UK Singles Chart.
Een andere succesvolle single van hem was Spanish Eyes (1966), dat bekroond werd met goud en platina. Ook scoorde Martino hoge ogen met zijn discokraker Volare. Het liedje was in 1958 al bekend geworden onder de naam Nel Blu, Dipinto Di Blu in de uitvoering van Domenico Modugno. In 1976 bereikte Volare de eerste plaats in de hitlijsten van Italië en België. In Nederland, Frankrijk en Spanje belandde het nummer in de top 10.
In de Verenigde Staten scoorde Martino elf top 40-hits in de Billboard-popsingleschart in de jaren zestig en zeventig, waaronder de top 10-hits I Love You Because uit 1963 en I Love You More and More Every Day uit 1964. Hij zong ook het titelnummer van de film Hush... Hush, Sweet Charlotte (1964).
Al Martino was verder bekend als acteur. Hij speelde de rol van Johnny Fontane in de filmklassieker The Godfather uit 1972 en The Godfather Part III uit 1990.
Martino overleed zes dagen na zijn 82ste verjaardag aan een hartaanval.

## Singles
| Single met eventuele hitnotering(en) in de Nederlandse Top 40 | Datum van verschijnen | Datum van binnenkomst | Hoogste positie | Aantal weken | Opmerkingen                  |
| ------------------------------------------------------------- | --------------------- | --------------------- | --------------- | ------------ | ---------------------------- |
| Spanish Eyes                                                  |                       | 26-3-1966             | 14              | 19           | #13 in de Parool Top 20      |
| Volare                                                        |                       | 14-2-1976             | 3               | 9            | #3 in de Nationale Hitparade |
| Volare (1993)                                                 | 1993                  |                       | tip7            |              |                              |

### NPO Radio 2 Top 2000
| Nummers met noteringen in de NPO Radio 2 Top 2000 | '99  | '00 | '01  | '02  | '03  | '04  | '05  | '06  | '07  | '08  | '09 | '10  |
| ------------------------------------------------- | ---- | --- | ---- | ---- | ---- | ---- | ---- | ---- | ---- | ---- | --- | ---- |
| Spanish Eyes                                      | 1052 | -   | 1030 | 820  | 1105 | 889  | 881  | 1088 | 601  | 825  | -   | 1648 |
| Volare                                            | 1287 | 942 | 948  | 1240 | 1615 | 1418 | 1306 | 1814 | 1338 | 1451 | -   | -    |

1. ↑  Een '-' betekent dat het nummer niet was genoteerd en een vetgedrukt getal geeft de hoogste notering van een nummer aan.
2. ↑  Deze tabel is bijgewerkt tot en met de meest recente editie (2024).

## Films
1. Cutout (2006)
2. The Godfather: Part III (1990)
3. The Godfather (1972)